# Klops

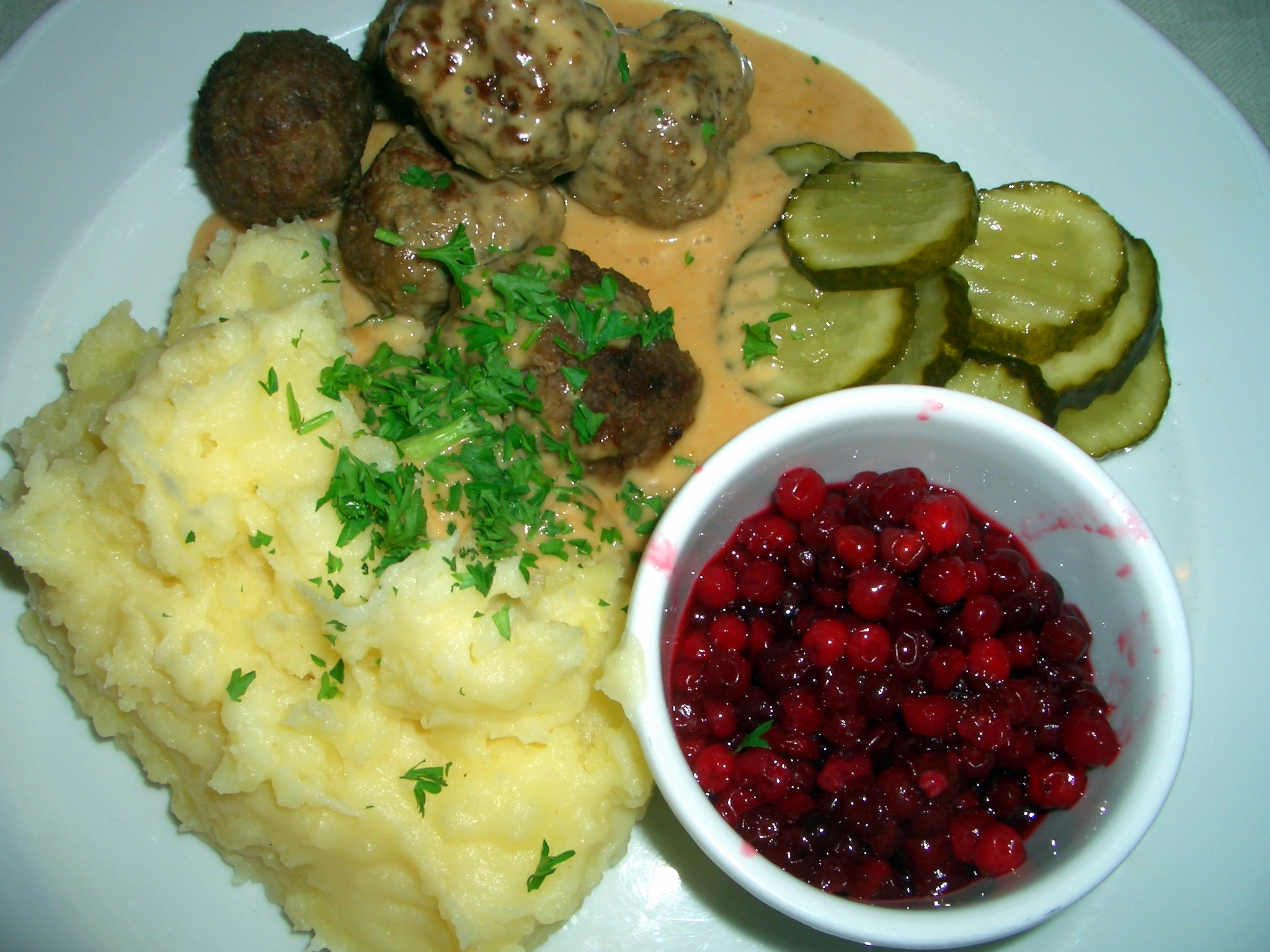
Klopsiki szwedzkie w sosie

Klops – potrawa z zapiekanej masy mięsa mielonego z dodatkami (tarta bułka i cebula, jajka, przyprawy), do obróbki termicznej i do konsumpcji formowana w postaci walca. 
W kuchni polskiej zależnie od sposobu wykonania dzieli się na klopsy pieczone lub nadziewane. 

## W kuchni polskiej
Istnieją różne odmiany klopsów, wykonane np. z mielonego mięsa ryb, drobiu lub masy jajeczno-mącznej (tzw. klopsy bez jaj), klopsy królewskie oraz klopsiki dietetyczne. 
Często jest to uformowana w kulisty kształt masa mielonego mięsa z dodatkiem innych składników, takich jak cebula, bułka lub bułka tarta, jajko oraz przyprawy (sól, ziele angielskie, pieprz, cynamon lub czosnek do smaku itp.). 
Dużym klopsem o wydłużonym kształcie jest pieczeń rzymska, krojona w plastry i podawana na gorąco lub na zimno. Nazwą tą określa się pieczony z mięsa walec długości ok. 30 cm i szerokości 8-10 cm, wykańczany przez obtaczanie w bułce tartej, niekiedy nadziewany (zazwyczaj jajami na twardo). 
Nazwę klopsików zasadniczo odnosi się do kulek uformowanego mięsa, wkładanych do płaskiego rondla i układanych obok siebie, do których należy wlać 1/4 l wody z przyprawami, przykryć i dusić powoli ok. 20 minut. Klopsy mogą być również gotowane (także na parze) albo też smażone jako tzw. krakowskie sznycle

## W innych tradycjach kulinarnych
- lihapullat – klopsiki w kuchni fińskiej, wykonane z mielonej wołowiny lub z mieszanki wołowiny i wieprzowiny, a nawet z mięsa renifera; przyprawione białym pieprzem i solą. Tradycyjnie podawane z sosem, ziemniakami, borówkami, ogórkiem kiszonym;
- köttbullar – tradycyjne klopsiki kuchni szwedzkiej;
- klops po królewiecku -  danie kuchni pruskiej, wykonane zazwyczaj z drobno mielonej cielęciny, podawane z białym sosem z kaparami[5].